# Agylla virago
Agylla virago är en fjärilsart som beskrevs av Rothschild 1913. Agylla virago ingår i släktet Agylla och familjen björnspinnare. Inga underarter finns listade i Catalogue of Life.